# New Straitsville (Ohio)
New Straitsville es una villa ubicada en el condado de Perry en el estado estadounidense de Ohio. En el Censo de 2010 tenía una población de 722 habitantes y una densidad poblacional de 214,27 personas por km².

## Geografía
New Straitsville se encuentra ubicada en las coordenadas 39°34′42″N 82°13′44″O / 39.57833, -82.22889. Según la Oficina del Censo de los Estados Unidos, New Straitsville tiene una superficie total de 3.37 km², de la cual 3.37 km² corresponden a tierra firme y (0.08%) 0 km² es agua.

## Demografía
Según el censo de 2010, había 722 personas residiendo en New Straitsville. La densidad de población era de 214,27 hab./km². De los 722 habitantes, New Straitsville estaba compuesto por el 95.71% blancos, el 0.42% eran afroamericanos, el 0% eran amerindios, el 0% eran asiáticos, el 0% eran isleños del Pacífico, el 0% eran de otras razas y el 3.88% pertenecían a dos o más razas. Del total de la población el 0.69% eran hispanos o latinos de cualquier raza.